# Рёума
Рёума (норв. Rauma) — коммуна в губернии Мёре-ог-Ромсдал в Норвегии. Административный центр коммуны — город Ондалснес. Официальный язык коммуны — нейтральный. Население коммуны на 2007 год составляло 7379 чел. Площадь коммуны Рёума — 1502,14 км², код-идентификатор — 1539.

## История населения коммуны
Население коммуны за последние 60 лет.

Статистика коммуны Рёума